# Das Jesus Video (Film)
Das Jesus Video ist ein Science-Fiction-Abenteuerfilm mit Elementen aus dem  Thriller-Genre aus dem Jahr 2002. Der zweiteilige Fernsehfilm wurde von der Rat Pack Filmproduktion GmbH unter der Regie von Sebastian Niemann im Auftrag von ProSieben produziert. Er basiert auf dem gleichnamigen Roman von Andreas Eschbach. Jedoch weicht die Handlung im Film deutlich von den Vorgaben des Buches ab.
Die Erstausstrahlung erfolgte als Zweiteiler am 5. und 6. Dezember 2002.

## Handlung
Bei einer archäologischen Grabung in Israel findet der deutsche Student Steffen Vogt zufällig das Skelett eines Mannes, dessen Alter mit der 14C-Methode auf rund 2000 Jahre datiert wird. Für Verwirrung sorgen nicht nur eine moderne Titanschiene am Oberschenkel des Toten und eine Amalgamfüllung in einem Zahn, sondern auch ein Plastikbeutel, der neben den Knochen liegt. Darin finden die Wissenschaftler neben einem Brief die Bedienungsanleitung für einen Camcorder mit eingebauter Festplatte. Bei diesem Modell handelt es sich jedoch um einen Camcorder, den Sony erst frühestens in drei Jahren auf den Markt bringen wird.
Für Steffen gibt es nur eine denkbare Erklärung: Er hat das Skelett eines Zeitreisenden gefunden. Da seine Kollegen ihn für verrückt erklären und der Geschäftsmann John Kaun, der die Ausgrabung finanziert, den Fund aus heiterem Himmel zur strengsten Geheimsache erklärt, beginnt er auf eigene Faust die Suche nach der Kamera. Er ist sich sicher, dass der Zeitreisende Jesus gefilmt hat, zumal es in dem Brief entsprechende Hinweise gibt. Doch genau diese sensationelle Entdeckung bringt eine gefährliche Verschwörung in Gang: Der Vatikan fürchtet die Veröffentlichung des Videos, weil der Inhalt die Grundlagen der katholischen Kirche zerstören könnte. Eine konservative Splittergruppe innerhalb des Vatikans, der Lucanierorden, beauftragt seinen Agenten Scarfaro, das Auftauchen des Videos mit allen Mitteln zu verhindern.
Als Steffen sich heimlich eine Kopie der Computerausdrucke aus dem Labor der Universität von Jerusalem holt, wird er dabei ertappt, identifiziert und bald darauf von mehreren rücksichtslosen Gegnern verfolgt. Die Verfolger stehlen den zweiten Teil des Briefs, schneiden Steffen sämtliche Möglichkeiten für eine Abreise aus Israel ab und ermorden seinen Freund Dan, als Steffen mit dessen Hilfe die Geschichte an die Öffentlichkeit bringen will. Auf seiner Flucht wendet sich Steffen an die junge Israelin Sharon, die er bei der Grabung kennengelernt und in die er sich verliebt hat. Sharon und ihr Freund Yehoshua, ein wissenschaftlicher Assistent am Archäologischen Institut von Jerusalem, erklären sich nach dem Mord an Dan bereit, Steffen zu helfen. Im Labor gelingt es Yehoshua, einen Abdruck des Briefes auf dem Papier der Bedienungsanleitung sichtbar zu machen. Statt einer Angabe über das Versteck der Kamera finden sie jedoch nur einen rätselhaften Code: L 15, 4 U.
Während Sharon und Yehoshua zu einer Bar-Mizwa-Feier fahren, kehrt Steffen in ihre Wohnung zurück. Dort wird er von Scarfaros Männern überfallen und entführt. Sie versuchen durch Folter die Informationen über das Versteck der Kamera von ihm zu erfahren, aber Steffen kann ihnen nichts sagen. Nach zwei Tagen kann er sich befreien, als die Lucanier ihn in der Wüste beseitigen wollen, und kehrt zu seinen Freunden zurück. Durch eine gemeinsame Recherche finden sie heraus, dass die Kamera 15 m vom östlichen Ende in der viertuntersten Schicht der Klagemauer versteckt sein muss, allerdings liegt die Stelle inzwischen etwa 20 Meter unter der Erde.
Auch Kaun und seine Leute sind dieser Spur gefolgt und fahren mit einem Thumper vor, um ein Profil des Untergrunds zu erstellen. Steffen und seine Freunde entführen den Wagen mit Waffengewalt. Mitten in der Negev-Wüste sind sie schließlich mit Kaun allein. Der Geschäftsmann verhält sich friedlich und zeigt ihnen die Videoaufzeichnung eines ungewöhnlichen Experiments, das in einem seiner Konzernlabore stattfand, bei dem ein Objekt vier Sekunden in die Vergangenheit versetzt wurde – der erste Ansatz für eine funktionierende Zeitreisetechnologie. Bei einem nachfolgenden Erstexperiment mit einem lebenden Organismus ergab sich jedoch ein Paradox, als sich die zeitversetzte Ratte von innen nach außen gekehrt wieder materialisierte und der Techniker das Experiment unterbrach, bevor sie in die Vergangenheit zurückversetzt werden konnte. Aufgrund seiner Aussagen kommen Steffen, Sharon und Yehoshua darauf, dass Kaun keinerlei Verbindung zum Lucanierorden hat und seine Verfolger damit einer zweiten, unabhängig agierenden Partei angehören.
Schließlich lassen die drei Freunde Kaun allein zurück und fliehen mit der Aufzeichnung des Thumpers. Sie können allerdings die Daten nicht interpretieren und bitten darum Professor Wilford, Steffens Chef, um Hilfe. Der Wissenschaftler enthüllt ihnen darauf, dass bereits in den 30er-Jahren während einer früheren archäologischen Ausgrabung in derselben Gegend ein Beweis gefunden wurde (ein Kugelschreiber mit der Aufschrift "JK Enterprises"), dass John Kauns Firma mit Zeitreisen zu tun gehabt haben muss. Er sieht auf der Aufzeichnung, dass ein Tunnel zum bezeichneten Stein führt. Das Tunnelsystem im Untergrund von Jerusalem sei allerdings mittlerweile vom Grundwasser überflutet. Steffen weist darauf hin, dass er Erfahrung im Tauchen hat.
Bevor jedoch der Professor die benötigte Karte der Tunnel zu ihnen bringen kann, wird er von seinem Assistenten Roland ermordet, der für den Lucanierorden arbeitet. Gegenüber Steffen, Sharon und Yehoshua behauptet Roland, der Professor habe ihn geschickt. Steffen begibt sich über einen von Roland gezeigten Brunnen in das Tunnelsystem. Sharon entdeckt die wahre Gesinnung Rolands, der Yehoshua lebensgefährlich verletzt. Steffen, der die Kamera nicht finden konnte und den Tunnel an einem anderen Ausgang verlassen musste, gelingt es, die Lucanier auszutricksen und mit seinen Freunden zu fliehen. Doch Yehoshua stirbt, bevor er ärztlich versorgt werden kann.
Steffen überredet Sharon, trotz des Todes ihres Freundes und der akuten Lebensgefahr die Suche fortzusetzen. In einer Bibliothek finden sie, dass am anderen Ende des Tunnels vor 500 Jahren ein Kloster armenischer Mönche stand. Eine alte Legende berichtet von einem „Spiegel“  in den Jesus blickte und der „sein Gesicht auffing“ und später von dem Orden armenischer Mönche gefunden und verwahrt wurde, die mittlerweile in einem Kloster in der Negev leben. Die Lucanier waren bereits dort und hatten ein Massaker unter den Bewohnern angerichtet, als die beiden Abenteurer dort eintreffen. Ein Überlebender geht mit ihnen in eine Geheimkammer, wo er ihnen die Kamera zur sicheren Verwahrung übergibt.
Als Steffen und Sharon das Gebäude verlassen, tauchen ihre lucanischen Verfolger mit zwei Hubschraubern auf und nehmen sie in ihrem Auto unter Feuer. Sharon wird in die Brust getroffen, Steffen gefangen genommen. Scarfaro schließt die Kamera im Hubschrauber an Strom an und lässt das Video abspielen und Steffen zusehen. Zunächst ist der Leichnam Jesu in der Grabkammer zu sehen, doch überraschend auch Steffen und Sharon, die sich gegenseitig gefilmt hatten. Weil Steffen erkennt, dass sie und er zu einem späteren Zeitpunkt die Reise in die Vergangenheit gemacht hatten, bewegt er sich auf die Totgeglaubte zu.
Da taucht eine Abteilung der israelischen Armee auf, die von Kaun auf den Plan gerufen wurde, und zwingt die Gegner zur Aufgabe. Als Scarfaro dennoch Steffen zu töten versucht, wird er von Kaun erschossen. Dabei trifft eine abgeprallte Kugel den Tank des Hubschraubers und bringt ihn zur Explosion, wodurch die Kamera zerstört wird. Steffen lässt Sharon von einem Armeearzt reanimieren.
Nach ihrer Genesung schauen Steffen und Sharon zusammen mit Kaun der Bergung von Steffens eigenem Skelett aus der Grabkammer zu. Kaun überreicht Steffen seine Karte, damit er ihn kontaktieren kann, sollte er sich dazu entschließen, die Zeitreise zu machen. Zwar meint Steffen, dass er sich entscheiden könnte, die Reise nicht zu unternehmen, doch er und Kaun wissen, dass die Antwort bereits feststeht.

## Kritiken
„Spannende TV-Produktion mit fantasievollen Locations und spektakulärer Action.“

„Natürlich könnte man sich jetzt, so wie es manch andere Kritik bereits getan hat, äußerst erbost über diese Änderungen äußern, doch wie bereits gesagt, ergeben sie sich eigentlich äußerst logisch aus den Rahmenbedingungen des Fernsehens. […] Und tatsächlich wären die soeben aufgezählten Änderungen weniger gravierend, als man annehmen sollte, wenn man dafür die Aussage des Romans beibehalten hätte. Denn jeder Leser von ‚Das Jesus Video‘ wird wissen, daß die Identität des Zeitreisenden eigentlich unwichtig ist und es letztlich im Gesamtzusammenhang sogar egal ist, ob jemals wirklich ein Jesus Christus gelebt hat oder nicht, da eben nicht seine Person wichtig war, sondern nur seine Botschaft. Und leider fällt gerade dieser zentrale Aspekt des Romans in der Fernsehverfilmung völlig flach und macht stattdessen Platz für eine actionbetonte Jagd um eine Videokamera aus der Vergangenheit der Zukunft.“

„Trotz kleiner Fehler ist ‚Das Jesus Video‘ ein durchaus sehenswerter TV-Zweiteiler, der so einigen Stoff für Diskussionen bietet und noch einige Tage hinterher beschäftigt.“

„Andreas Eschbachs Mysterybestseller als Trashspektakel, bevölkert von Klischeetypen. Fragen Sie bitte nicht nach dem Sinn des Ganzen!“

## Auszeichnungen
- Deutscher Fernsehpreis 2003 in der Kategorie Beste Ausstattung – Szenenbild und/oder Kostüm

## Hintergrund
- Der Film spielt in Israel. Aus Sicherheitsgründen wurde jedoch für die Dreharbeiten ein anderes Land gesucht. Erste Überlegungen waren die Türkei, Ägypten und Spanien. Schließlich entschied sich die Produktion für Marokko. Als Ersatz für Jerusalem diente Casablanca; weitere Szenen wurden in der Wüstenstadt Ouarzazate und Umgebung gedreht. Unter anderem wurde dort die Klagemauer nachgebaut. Beide Städte waren schon häufig Kulisse für große Filmproduktionen und hatten die nötige Infrastruktur und ansässige Filmfirmen.
- Das gegen Ende des Films zu sehende Kloster ist ein Filmset, das einige Jahre zuvor als Kulisse für Bibel-Verfilmungen errichtet wurde. Es ist nur ein Rohbau, der aus Holz und Gips besteht.
- Um authentisch zu wirken, wurden Requisiten wie Souvenirs und Artikel mit hebräischen Buchstaben aus Israel importiert.
- Die Dreharbeiten dauerten zwölf Wochen.
- Naike Rivelli und Manou Lubowski lernten sich während der Dreharbeiten kennen und heirateten 2002; die Ehe hielt bis 2008. Da Rivelli kaum deutsch spricht, wurde sie in dem Film von Elisabeth Günther synchronisiert.
- Das Titellied Desert Rose stammt von der Sängerin und Schauspielerin Anna.
- Die Einschaltquote des Zweiteilers bei Erstsendung auf ProSieben betrug 29,3 Prozent.

## Internationale Auswertung
- US-Titel: The Hunt for the Hidden Relic
- US-Video: Ancient Relic
- französische Synchronfassung: À la poursuite du passé
- spanische Version: El enigma de Jerusalén
- ungarische Synchronfassung: Az elveszett Jézus-videó nyomában
- brasilianisches Kabelfernsehen: O Vídeo de Jesus
- italienisches Video: Jesus Video - L'enigma del Santo Sepolcro